# Медовичка новокаледонська
Медови́чка новокаледонська (Myzomela caledonica) — вид горобцеподібних птахів родини медолюбових (Meliphagidae). Ендемік Нової Каледонії. Раніше вважався підвидом червоної медовички.

## Опис
Довжина птаха становить 11 см, вага 6,5-8 г. Виду притаманний статевий диморфізм. Самці дещо важчі за самиць. Голова, груди і спина у них червоні, крила і хвіст чорні, живіт і гузка білі. У самиць голова, груди і спина тьмяно-коричневі, деякі пера на обличчі червоні. Крила і живіт у них тьмяніші. Молоді птахи подібні до самиць.

## Поширення і екологія
Новокаледонські медовички мешкають на Новій Каледонії та на островах Пен. Вони живуть у вологих тропічних лісах і чагарникових заростях, в сухих саванах, в садах і на плантаціях.